# Sinaia kneuckeri
Sinaia kneuckeri är en tvåvingeart som beskrevs av Becker 1916. Sinaia kneuckeri ingår i släktet Sinaia och familjen svävflugor.
Artens utbredningsområde är Egypten. Inga underarter finns listade i Catalogue of Life.